# AEG G.V
O AEG G.V foi um bombardeiro biplano da Primeira Guerra Mundial, sendo uma aeronave mais refinada que sua antecessora o AEG G.IV. Teve limitada produção após o armistício, e nunca entrou em serviço operacional. Podia levar uma carga de bombas de 600 kg (1 320 lb).
Após a guerra, várias unidades foram convertidas para poderem transportar até seis passageiros e foram utilizados por companhias aéreas. O G.V foi a única grande aeronave da Primeira Guerra Mundial a ser utilizado pela aviação comercial. Inicialmente os passageiros eram transportados em um cockpit aberto mas depois foi desenvolvida uma versão limusine com outras modificações como um compartimento de bagagem e até um banheiro.

## Operadores
- Alemanha
  - Luftstreitkräfte
- Suécia
  - Força Aérea da Suécia